# Saint-Martin-de-Brômes
Saint-Martin-de-Brômes è un comune francese di 549 abitanti situato nel dipartimento delle Alpi dell'Alta Provenza della regione della Provenza-Alpi-Costa Azzurra.

## Società

### Evoluzione demografica
Abitanti censiti